# エリック・サンディン
エリック・サンディン（Erik Sandin, 1966年7月29日 - ）は、アメリカ合衆国のミュージシャン。パンクバンド、NOFXのドラムスを担当。

## 概要
NOFXに、一度の脱退を経て83年の結成当初から加入している。
ファット・マイクとエリック・メルヴィンがバンドを組んですぐ、メルヴィンの友人であったドラマーのディロンが脱退してしまい、急遽、マイクがサンディンを呼び寄せた（もともと、マイクとはスケートボード仲間だった）。すでにCaustic Causeという他のバンドに加入していたため二つのバンドを掛け持ちしていたが、NOFXの優先度は低かったという。
2年間NOFXで活動した後、85年にサンタ・バーバラに引っ越すとともにバンドを脱退。しかし、翌86年に後任のスコットがNOFXを脱退すると、メンバーの説得を受けて再び加入した。以来、現在に至るまでNOFXの正メンバーである。
驚異的な速さでバスドラムを演奏するため、ツーバスやツインペダルを使っていると勘違いされることが多いが、実際に使用しているのはシングルバスにシングルペダルである。
誰が名づけたかは不明だが、スメリー（Smelly）という愛称を名乗っている。

## その他
かつて薬物依存症が酷く、リハビリ施設にいたこともあるが、現在はかなり回復してる。07年の彼の発言によると、少なくとも当時までは、アルコホーリクス・アノニマスなどが催している「Twelve Step Program」の会員であった（サンディンがどの団体でプログラムを受けていたかは不明）。
モトクロスが趣味で、MOTOXXXというモトクロスチームのオーナーでもある。